# 紀元前461年
紀元前461年（きげんぜん461ねん）は、ローマ暦の年である。
当時は、「ガッルスとコルヌトゥスが共和政ローマ執政官に就任した年」として知られていた（もしくは、それほど使われてはいないが、ローマ建国紀元293年）。紀年法として西暦（キリスト紀元）がヨーロッパで広く普及した中世時代初期以降、この年は紀元前461年と表記されるのが一般的となった。

## 他の紀年法
- 干支 : 庚辰
- 日本
  - 皇紀200年
  - 孝昭天皇15年
- 中国
  - 周 - 貞定王8年
  - 秦 - 厲共公16年
  - 晋 - 出公14年
  - 楚 - 恵王28年
  - 斉 - 平公20年
  - 燕 - 孝公37年
  - 趙 - 襄子15年
- 朝鮮
  - 檀紀1873年
- ベトナム :
- 仏滅紀元 : 84年
- ユダヤ暦 : 3300年 - 3301年

## できごと

### ギリシア
- アテナイのエピアルテースとペリクレスは、ついにキモンの陶片追放に同意した。
- エピアルテースは、ペリクレスの協力を得て、アテナイにおけるアレオパゴス会議の権力を弱め、その権力を500人評議会に移した。裁判官には賃金が支払われるようになり、全ての市民が自分の名前を加えられるリストから抽選で選ばれるようになった。
- エピアルテースは、ボイオーティアのアリストディクスに暗殺された。
- キモンの追放とエピアルテースの暗殺により、ペリクレスはアテナイで最も影響力のある雄弁家となった。

### 共和政ローマ
- 前年先送りにされた執政官の職権を制限する法案が再提出され、プレブスとパトリキの小競り合いが生じるなど混乱を招いたが、法案は成立しなかった。

### 中国
- 秦が大茘を攻撃し、その王城を奪った。

## 死去
- エピアルテース - アテナイの急進民主派の指導者